# Khánh Yên Trung
Khánh Yên Trung là một xã thuộc huyện Văn Bàn, tỉnh Lào Cai, Việt Nam.
Xã Khánh Yên Trung có diện tích 47,7 km², dân số năm 1999 là 3.286 người, mật độ dân số đạt 69 người/km².